# 弗拉基米尔·马斯连尼科夫
弗拉基米尔·阿纳托利耶维奇·马斯连尼科夫（俄语：Владимир Анатольевич Масленников，1994年8月17日—）生于斯维尔德洛夫斯克州列斯诺伊，是一名俄罗斯男子射击运动员，主攻步枪项目。马斯连尼科夫曾获得2016年里约奥运射击男子10米空气步枪铜牌，在他获得铜牌后，俄罗斯总理梅德韦杰夫曾刊文表示祝贺，奥运后他又获得“为祖国立功”勋章。